# Andrzej Godula
Andrzej Godula (ur. 29 listopada 1951) – polski kierowca wyścigowy i rajdowy, wielokrotny wyścigowy mistrz Polski.

## Biografia
Ukończył elektronikę na Akademii Górniczo-Hutniczej. Ściganie rozpoczął w 1974 roku, początkowo uczestnicząc w rajdach Trabantem 601. W 1979 roku, pilotowany przez Zenona Pająka, zajął drugie miejsce w Rajdzie Kryterium Asów oraz w Rajdzie Błękitna Szarfa. Następnie zadebiutował Trabantem w WSMP, po czym startował samochodami Formuły Easter. Sześciokrotnie zdobywał mistrzostwo Polski, w latach: 1988 (kl. 6 – Promot III), 1991 (kl. E2 – Estonia 21), 1992 (kl. E2 – Estonia 25), 1993 (kl. E2 – Estonia 25), 1998 (kl. E-1300 – Estonia 25) i 1999 (kl. E-1300 – Estonia 25). Odnosił również sukcesy w GSMP, dziewięciokrotnie zdobywając mistrzostwo (1987, 1988, 1990, 1991, 1992, 1993, 1994, 1995 oraz 1996). Pod koniec lat 90. wskutek rosnących kosztów zrezygnował ze ścigania.
Po zakończeniu kariery sportowej rozpoczął loty paralotnią, a później szybowcem. W 2011 roku uzyskał licencję pilota samolotu. Od 1976 wspólnie z żoną Dorotą prowadzi firmę tuningową.

## Wyniki w Polskiej Formule 3
| Legenda oznaczeń w tabelach wyników Wyświetl szablon na nowej stronie | Legenda oznaczeń w tabelach wyników Wyświetl szablon na nowej stronie                                                                     |
| Oznaczenie                                                            | Wyjaśnienie |
| --------------------------------------------------------------------- | --- |
| Złoty                                                                 | Zwycięzca lub mistrzostwo |
| Srebrny                                                               | 2. miejsce lub wicemistrzostwo |
| Brązowy                                                               | 3. miejsce lub II wicemistrzostwo |
| Zielony                                                               | Ukończył, punktował (w klasyfikacji generalnej, gdy zdobył co najmniej jeden punkt na przestrzeni sezonu, poza trzema powyższymi opcjami) |
| Niebieski                                                             | Ukończył, nie punktował (w klasyfikacji generalnej, gdy nie zdobył co najmniej jednego punktu na przestrzeni sezonu)                      |
| Czerwony                                                              | Nie zakwalifikował się (NZ) |
| Czerwony                                                              | Nie prekwalifikował się (NPK) |
| Różowy                                                                | Nie ukończył (NU) |
| Różowy                                                                | Niesklasyfikowany (NS) (w klasyfikacji generalnej, gdy nie został sklasyfikowany w żadnym wyścigu sezonu)                                 |
| Czarny                                                                | Zdyskwalifikowany (DK) |
| Czarny                                                                | Wykluczony (WYK/EX) |
| Biały                                                                 | Nie wystartował (NW) |
| Biały                                                                 | Kontuzjowany (K/INJ) |
| Biały                                                                 | Wyścig odwołany (OD/C) |
| Bez koloru                                                            | Został wycofany (WYC/WD) |
| Bez koloru                                                            | Nie przybył (NP/DNA) |
| Bez koloru                                                            | Nie brał udziału w treningach (NT/DNP) |
| Bez koloru                                                            | Nie został zgłoszony (–) |
| Pogrubienie                                                           | Start z pole position |
| Kursywa                                                               | Najszybsze okrążenie wyścigu |
| †                                                                     | Nie ukończył, ale jego rezultat został zaliczony ze względu na przejechanie więcej niż 90% dystansu wyścigu.                              |
| *                                                                     | Sezon w trakcie |
| 1/2/3                                                                 | Punktowana pozycja w sprincie kwalifikacyjnym                                                                                             |
| Lista systemów punktacji Formuły 1                                    | |

| Rok  | Zespół               | Samochód   | Silnik | Wyniki w poszczególnych eliminacjach | Wyniki w poszczególnych eliminacjach | Wyniki w poszczególnych eliminacjach | Wyniki w poszczególnych eliminacjach | Wyniki w poszczególnych eliminacjach | Wyniki w poszczególnych eliminacjach | Wyniki w poszczególnych eliminacjach | Wyniki w poszczególnych eliminacjach | Wyniki w poszczególnych eliminacjach | Wyniki w poszczególnych eliminacjach | Pkt. | Msc. |
| ---- | -------------------- | ---------- | ------ | ------------------------------------ | ------------------------------------ | ------------------------------------ | ------------------------------------ | ------------------------------------ | ------------------------------------ | ------------------------------------ | ------------------------------------ | ------------------------------------ | ------------------------------------ | ---- | ---- |
| 1998 |                      |            |        | Polska                               | Polska                               | Polska                               | Polska                               | Polska                               | Polska                               | Polska                               | Polska                               | Polska                               | Polska                               | 135  | 4    |
| 1998 | Automobilklub Polski | Estonia 25 | Łada   | 5                                    | 6                                    | 4                                    | 6                                    | NU                                   | 6                                    | 8                                    | 8                                    | 11                                   | 5                                    | 135  | 4    |
| 1999 |                      |            |        | Polska                               | Polska                               | Polska                               | Polska                               | Polska                               | Polska                               | Polska                               |                                      |                                      |                                      | 3    | 10   |
| 1999 | Automobilklub Polski | Estonia 25 | Łada   | 9                                    | 8                                    | 9                                    | 10                                   | -                                    | 13                                   | 4                                    |                                      |                                      |                                      | 3    | 10   |